# Kakwa (peuple)
Pour les articles homonymes, voir Kakwa.

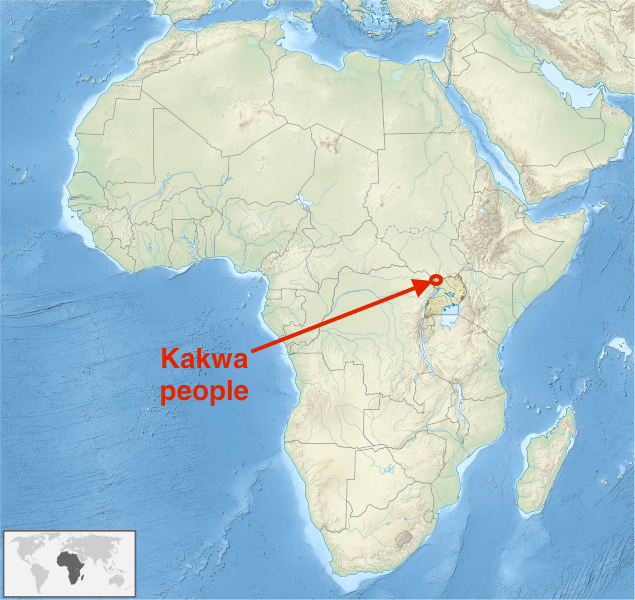
Localisation.

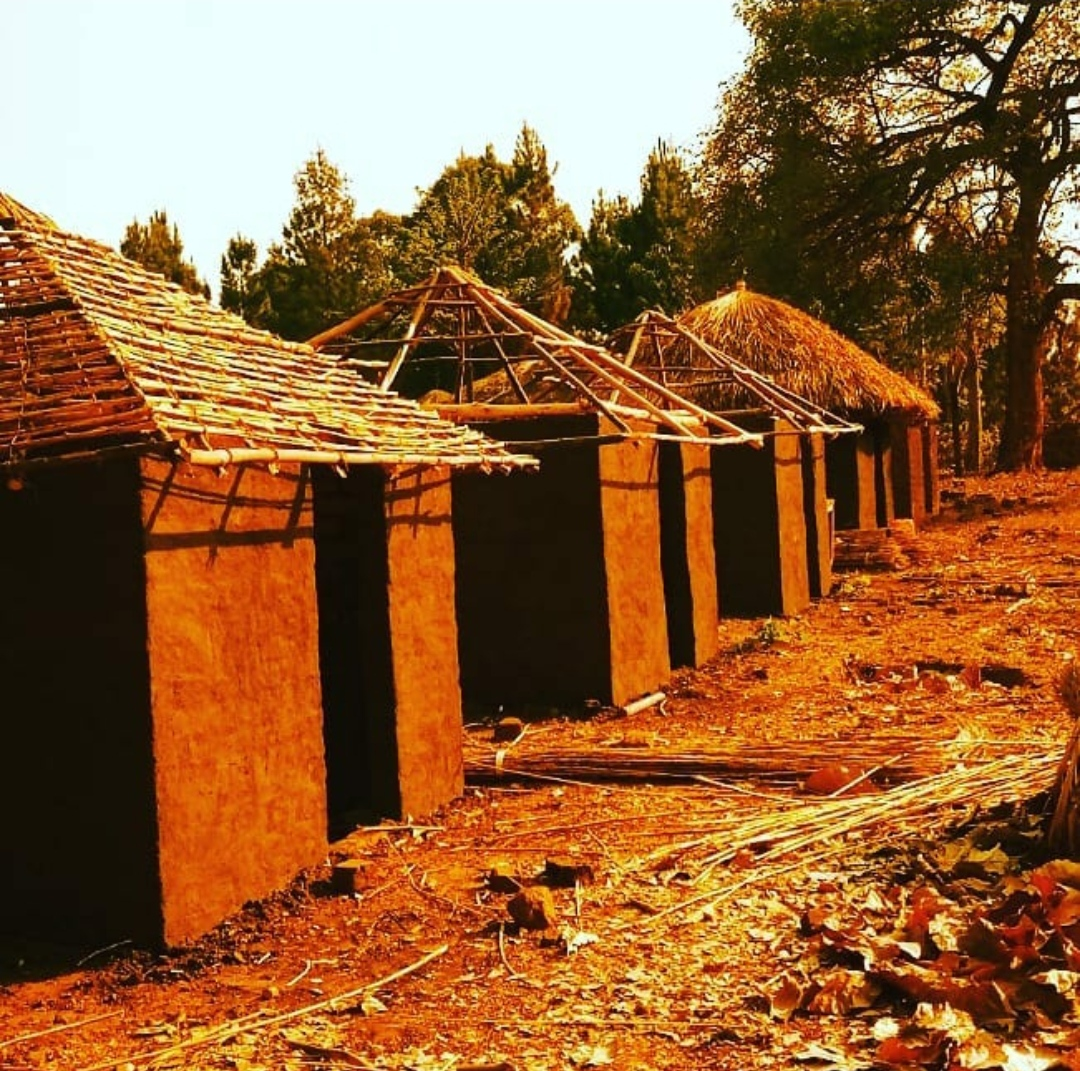
Habitations en construction.

Les Kakwa sont une population d'Afrique orientale et centrale vivant à l'ouest de l'Ouganda, au Soudan du Sud et au nord-est de la République démocratique du Congo. 

## Langue
Leur langue est le kakwa, une langue nilotique orientale. Le nombre total de locuteurs a été estimé à 190 000, dont 130 000 en Ouganda lors du recensement de 2002, 40 000 au Soudan du Sud (1978) et 20 000 en République démocratique du Congo.